# Kajrat Almati FK
A Kajrat Almati (kazahul: Қайрат Алматы Футбол Клубы, magyar átírásban: Kajrat Almati Futbol Klubi) egy kazah labdarúgócsapat Almati városából. Jelenleg a kazah labdarúgó-bajnokság élvonalában szerepel.
Az egyetlen kazah csapat, amely szerepelt a szovjet élvonalban. Eddig 2 alkalommal nyerte meg a kazah bajnokságot, illetve 9 alkalommal hódította el a kazah kupát.

## Korábbi nevek
- 1954–1955: Lokomotyiv Alma-Ata
- 1955–1956: Urozsaj Alma-Ata

1956 óta jelenlegi nevén szerepel.

## Története
Az alma-atai Lokomotyiv már a klub 1954.  A randevú mindössze egy szezonra szólt, 1956 végén már Urozsajról módosította Kajratra a nevét.
A Kajrat 1956-tól egészen 1970-ig a másodosztályban szerepelt, 1963-ban a szovjet kupa előkapujába jutott. 1970-ben nagyszerű teljesítménnyel az ukrán Karpati Lvov mögött a második helyen lépett fel a szovjet élvonalba. A legjobbak között 1971-ben a 8., 1972-ben a 13., majd 1973-ban újra a középmezőnyben, a 9. helyen végzett. 1974-ben utolsó helyen kiesett ugyan, de két évvel később – a másodosztályú bajnoki cím begyűjtsét követően – már újra a legjobbak között versengett.
1982-ben búcsúzott újfent az első osztálytól, azonban ezúttal is csak rövid időre, mivel a másodosoztályú pontvadászatot megnyerte. Újabb üt szezont töltött a szovjet élcsapatok között, legjobb eredményét 1986-ban érte el, mikor 7. helyen végzett.
Az 1992-es, első független kazah labdarúgó-bajnokság első osztályába nyert besorolást, és meg is nyerte azt, mellé még a kazah kupát is elhódította, így az első kiírást duplázással zárta. A nagyszerű eredmények ellenére a következő néhány év nem a Kajrat kimagasló eredményeiről szóltak, a csapat a középmezőnybe süllyedt. 
1996-ban gyűjtötte be az újabb kupagyőzelmet és egy szezonnal később bronzérmes pozícióban zárt ugyan, de a klub nehéz anyagi helyzetbe került, így egy másik almati csapatnak, a CSZKA-nak adta át a helyét az élvonalban. (A hadsereg csapata fel is vette a CSZKA Kajrat nevet)
Hónapokig úgy tűnt, hogy a neves klub megszűnik majd, azonban az 1998-as másodosztályú bajnoki cím egy időre betömte a pénzhiány okozta lyukakat. A stabil háttér jó csapatszellemet teremtett, melynek eredménye a harmadik kupagyőzelem lett 1999-ben. A Kajrat stabilizálta helyét az élvonalban.
2001-ben negyedszer is elhódította a nemzeti kupát, amely európaikupa-szereplést biztosított. A 2002–2003-as UEFA-kupa selejtezőjén a patinás Szerbia és Montenegró-i klub, a Crvena zvezda ellen szállt harcba, azonban mindkét mérkőzésen lőtt gól nélkül maradt alul nevesebb ellenfelével szemben. Az eredménytelenség ellenére előbb ötödször is elhódította a nemzeti kupát, majd 2004-ben megnyerte a kazah bajnokságot.
A legnevesebb európai kupában, a Bajnokok Ligájában a szlovák Artmedia Petržalka ellen lépett pályára, és remek teljesítménnyel pályaválasztóként 2–0-s sikert ért el. A visszavágó nem várt izgalmakat tartogatott. A rendes játékidő 2–0-s Artmedia sikert hozott, így a szabályok értelmében hosszabbítás következett. A ráadás első másodperceiben Andrej Bogomolov talált be, ami azt jelentette, hogy a pozsonyi csapatnak két gólt kellett szereznie a továbbjutáshoz. A sors különös fintoraként az Artmedia előbb a 94. percben büntetőből csökkentette hátrányát, majd az utolsó percben beállította a 4–1-es végeredményt, ami a Kajrat búcsúját jelentette.
A 2006-os szezont követően a csapat fő támogatója, a Kazah Állami Vasutak kiszállt a további pénzügyi befektetésből, a klub hosszú idő után újra nehéz anyagi helyzetbe került. A labdarúgók többsége más klubokba igazolt át, a Kajrat főleg az utánpótlás bázisára épített és fiatal játékosokkal vett részt a 2007-es élvonalbeli pontvadászatban. 2007 júliusában közel 4 millió amerikai dollár befektetés érkezett, azonban ez sem akadályozta meg azt, hogy a klub 2009-ben csődöt jelentsen. 
A másodosztályba sorolt Kajrat 2009 év végén visszajutott a kazah élvonalba.

## Sikerei

### Kazahsztán
- Kazah bajnok

4 alkalommal: 1992, 2004, 2020, 2024
- Kazah másodosztály bajnok

1 alkalommal: 2009
- Kazah kupa-győztes

9 alkalommal: 1992, 1996, 1999, 2001, 2003, 2014, 2015, 2017, 2018
- Kazah-szuperkupa győztes

2 alkalommal: 2016, 2017

### Szovjetunió
- Szovjet másodosztály bajnok

2 alkalommal: 1976, 1983

## Eredmények

### Európaikupa-szereplés

#### Összesítve
| Kupa            | J | GY | D | V | LG–RG |
| --------------- | - | -- | - | - | ----- |
| Bajnokok Ligája | 2 | 1  | 0 | 1 | 3–4   |
| UEFA-kupa       | 4 | 0  | 1 | 3 | 2–7   |
| Összesítve      | 6 | 2  | 0 | 4 | 5–11  |

#### Szezonális bontásban
| Idény     | Kupa            | Forduló         | Klub               | 1. mérk. | 2. mérk.   |
| --------- | --------------- | --------------- | ------------------ | -------- | ---------- |
| 2002–2003 | UEFA-kupa       | Selejtező       | Crvena zvezda      | 0–2      | 0–3        |
| 2005–2006 | Bajnokok Ligája | 1. selejtezőkör | Artmedia Petržalka | 2–0      | 1–4 (h.u.) |
| 2006–2007 | UEFA-kupa       | 1. selejtezőkör | FC Fehérvár        | 0–1      | 2–1        |

Megjegyzés: Az eredmények minden esetben a Kajrat szemszögéből értendőek, a félkövéren jelölt mérkőzéseket pályaválasztóként játszotta.

## Külső hivatkozások
- Hivatalos honlap (oroszul)